# Phố Hàng Ngang
Phố Hàng Ngang (行昂) là một phố trong khu phố cổ Hà Nội. Phố nối từ phố Hàng Đào đến phố Hàng Đường, là phố một chiều.
Nguồn gốc tên gọi của phố có thể còn chưa rõ ràng và chính xác.

## Lịch sử
Phố Hàng Ngang xưa thuộc phường Diên Hưng, tổng Tiền Túc, huyện Thọ Xương thành Thăng Long. Thế kỷ 18 đoạn đầu phố giáp phố Hàng Đào gọi là phố Hàng Lam, phố bán đồ tơ lụa màu xanh lam; đến thế kỷ 19 có tên là phố Việt Đông, phố những người Hoa Kiều Quảng Đông. Khu phố Hoa Kiều buôn bán sầm uất, giàu có, hai đầu phố làm hai cánh cổng để buổi tối đóng lại, đó có thể là một nguồn gốc của tên gọi Hàng Ngang. Phố ngày nay thuộc phường Hàng Đào, quận Hoàn Kiếm.
Thời Pháp thuộc tên phố là Rue des Cantonnais (phố người Quảng Đông), có đường tàu điện bánh sắt chạy qua giữa phố.
Hiện nay phố Hàng Ngang nối với Hàng Đào là khu buôn bán sầm uất đặc trưng của Hà Nội, là phố một chiều, và là phố đi bộ buổi tối các ngày Thứ sáu, Thứ bảy, Chủ nhật.

## Đặc trưng

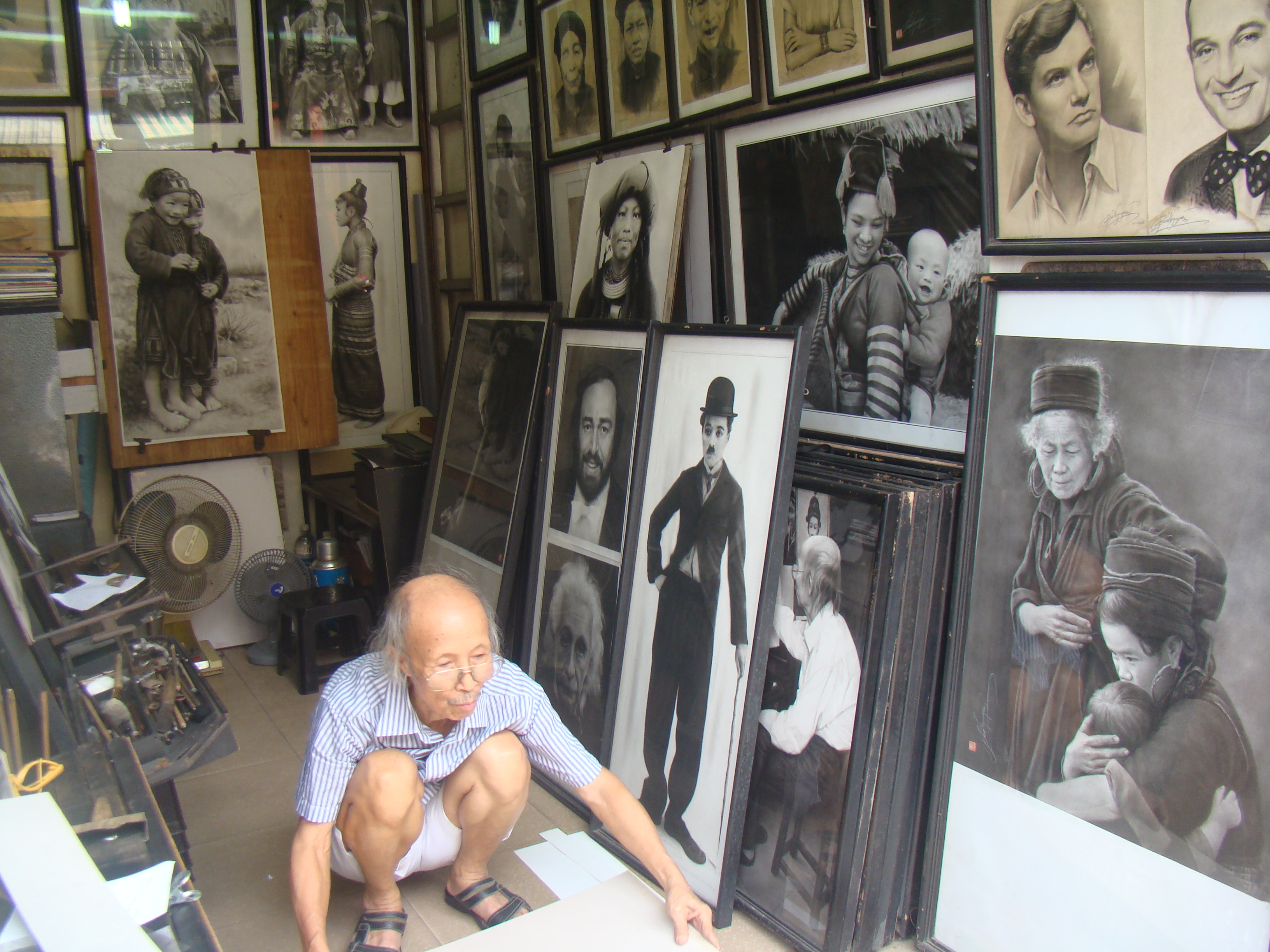
Nghệ nhân trong cửa hàng truyền thần ở số nhà 47

Thời nhà Lê, người Hoa Kiều tập trung bán hàng chè, thuốc, nhà giàu có thì bán vải vóc, gấm đoạn, nhiễu, sa tanh. Về sau có thêm cửa hàng bán vải của người Ấn Độ.
Hiện nay phố Hàng Ngang bán các mặt hàng quần áo, hàng tiêu dùng cao cấp, xa xỉ. Trên phố có một số cửa hiệu vẽ truyền thần.

## Di tích
- Nhà số 48 Hàng Ngang, là nơi chủ tịch Hồ Chí Minh viết bản Tuyên ngôn độc lập khai sinh nước Việt Nam Dân chủ Cộng hòa năm 1945. Thời gian đó ngôi nhà của ông Trịnh Phúc Lợi dành cho chính quyền làm việc, hiện nay trở thành bảo tàng.